# 유도원
유도원(劉道元)은 대한민국의 작곡가이다.

## 삶
대한민국 서울 출생이며 한국, 네덜란드, 영국, 독일에서 공부하였다.

## 학력
- 서울대학교 작곡과 졸업
- 네덜란드 헤이그 왕립음악학교 (Royal Conservatory) 석사 졸업 및 전자음악과정 (Sonology Course) 이수
- 영국 런던대학교 (Royal Holloway, University of London) 연구석사 졸업
- 독일 바이마르 국립음대 (Hochschule für Musik Franz Liszt Weimar) 콘체르트엑자멘 (Konzertexamen) 졸업

## 참고 문헌
- 서울스프링실내악축제 2012년 아티스트